# E771
La ruta europea E771 és una carretera que forma part de la Xarxa de carreteres europees. Comença a Drobeta Turnu Severin (Romania) i finalitza a Niš (Sèrbia). Té una longitud de 228 km. Té una orientació de nord a sud.